# Sierra de Villuercas
Die Sierra de Villuercas (manchmal auch mit der Sierra de Guadalupe gleichgesetzt) ist ein bis zu 1603 msnm hoher und weitgehend menschenleerer Gebirgszug im Gebiet der Montes de Toledo in der Provinz Cáceres in der Autonomen Gemeinschaft Extremadura in Spanien.

## Andere Gipfel
Pico Cervales (1441 m), Pico Carbonero (1428 m), Pico Ballesteros (1342 m), Pico Sobacorbas (1320 m) und Pico Risco Redondo (1287 m) sind weitere Gipfel im Gebiet der Sierra.

## Flüsse
Der Río Almonte und der Río Ibor sind Nebenflüsse des Tajo, wohingegen der Río Ruecas und der Río Guadalupe in den Guadiana münden.